# Avon Park
Avon Park è un comune degli Stati Uniti d'America, situato in Florida, nella Contea di Highlands.